# Acusilas vei
Acusilas vei là một loài nhện trong họ Araneidae.
Loài này thuộc chi Acusilas. Acusilas vei được miêu tả năm 2008 bởi Joachim Schmidt & Scharff.